# Besuchetostes peradeniyae
Besuchetostes peradeniyae är en skalbaggsart som beskrevs av Renaud Maurice Adrien Paulian 1972. Besuchetostes peradeniyae ingår i släktet Besuchetostes och familjen Hybosoridae. Inga underarter finns listade.